# نجد (اسم)
نجد هو اسم علم مؤنث من أصل عربي، ومعناه هو الطريق المرتفع، الدليل الماهر المشرف من الأرض، سريع الإجابة، الشجاع الماضي في ما يعجز عنه غيره المكان لا شجر فيه، ونجد إقليم من أقاليم شبه الجزيرة العربية.

## شخصيات تحمل الاسم
- نجد خميس

## وصلات خارجية
- موسوعة السلطان قابوس لأسماء العرب